# Chassalia doniana
Chassalia doniana är en måreväxtart som först beskrevs av George Bentham, och fick sitt nu gällande namn av George Taylor. Chassalia doniana ingår i släktet Chassalia och familjen måreväxter.
Artens utbredningsområde är São Tomé. Inga underarter finns listade i Catalogue of Life.